# Liste antiker Ortsnamen und geographischer Bezeichnungen/Ur
| Lateinischer Name  | Griechischer Name             | Beschreibung                                  | Heute                                                | Quellen und Verweise | Lage |
| ------------------ | ----------------------------- | --------------------------------------------- | ---------------------------------------------------- | -------------------- | ---- |
| Ur                 |                               | persische Festung in Mesopotamien             |                                                      | Smith;               |      |
| Uranium            | (Ouranion)                    | Stadt in Karien                               | zwischen Yalıkavak und Geriş an der türkischen Küste | PECS; Pleiades;      |      |
| Uranopolis         |                               |                                               |                                                      | Smith;               |      |
| Uranopolis         |                               |                                               |                                                      | Smith;               |      |
| Urba               |                               |                                               |                                                      | Smith;               |      |
| Urbana Colonia     |                               |                                               |                                                      | Smith;               |      |
| Urbate             |                               |                                               |                                                      | Smith;               |      |
| Urbiaca            |                               |                                               |                                                      | Smith;               |      |
| Urbigenus Pagus    |                               |                                               |                                                      | Smith;               |      |
| Urbinum Hortense   |                               | Stadt in Umbrien                              | bei Collemancio in Italien                           | Smith (1);           |      |
| Urbinum Mataurense |                               | Stadt in Umbrien                              | Urbino in Italien                                    | Smith (2);           |      |
| Urbs Salvia        | Οὔρβα Σαλουΐα (Ourba Salouia) | Stadt im Picenum                              | Urbisaglia                                           | Smith;               |      |
| Urbs Vetus         |                               | Stadt in Etrurien                             | Orvieto in der Provinz Terni in Italien              | Smith;               |      |
| Urcesa             |                               |                                               |                                                      | Smith;               |      |
| Urci               | Οὔρκη (Ourkē)                 | Stadt der Bastetani in Hispania Tarraconensis |                                                      | Smith;               |      |
| Urcitanus Sinus    |                               |                                               |                                                      | Smith;               |      |
| Urgao              |                               |                                               |                                                      | Smith;               |      |
| Urgo               |                               |                                               |                                                      | Smith;               |      |
| Uria, Hyria        |                               | Stadt in Calabria                             | Oria in Apulien                                      | Smith;               |      |
| Uria Lacus         |                               |                                               |                                                      | Smith;               |      |
| Urias Sinus        |                               |                                               |                                                      | Smith;               |      |
| Urisium            |                               |                                               |                                                      | Smith;               |      |
| Urium              |                               |                                               |                                                      | Smith;               |      |
| Urpanus            |                               |                                               |                                                      | Smith;               |      |
| Ursi Promontorium  |                               |                                               |                                                      | Smith;               |      |
| Urso               | Οὔρσων (Oursōn)               | Stadt in Hispania Baetica                     | Osuna in Spanien                                     | Smith;               |      |
| Ursolae            |                               |                                               |                                                      | Smith;               |      |
| Urunci             |                               |                                               |                                                      | Smith;               |      |